# Thunder Force III
Thunder Force III (サンダーフォースIII, Sandā Fōsu III) é um scrolling shooter de 1990 desenvolvido pela Technosoft para o Sega Mega Drive. É o terceiro capítulo da série Thunder Force. Em seguida, foi refeito em um jogo de arcade chamado Thunder Force AC. Em 1991, o Thunder Force AC foi portado para o Super Nintendo Entertainment System sob o título Thunder Spirits.

## Jogabilidade
Para o Thunder Force III, o formato das fases de visão aérea de direção livre apresentado nos dois jogos anteriores foi removido e substituído inteiramente pelo formato de fase alinhada horizontalmente. O formato horizontal se tornou o novo padrão para os próximos jogos.
O jogador pode escolher qual dos cinco planetas iniciais (Hydra, Gorgon, Seiren, Haides e Ellis) começar. Após as cinco primeiras fases serem completadas, o jogo continua por mais três fases na sede dos ORN.
O sistema de armas do Thunder Force II retorna neste jogo, com algumas modificações. Algumas armas do Thunder Force II são reutilizadas ou modificadas ligeiramente (os aprimoráveis Twin shot e Back shot continuam sendo os padrões), enquanto outras são completamente novas e exclusivas para o jogo.
Desta vez, quando a nave do jogador é destruída, apenas a arma que estava em uso é perdida (a menos que seja uma arma padrão e supondo que o jogo esteja operando nas configurações de dificuldade padrão). Em qualquer modo de dificuldade superior ao padrão, todas as armas são perdidas quando o nave é destruída. Os CLAWs também retornaram e têm o mesmo comportamento e funções, exceto que agora quando o jogador coleta o item CLAW, a nave recebe automaticamente o máximo de CLAWs, duas (novamente, os CLAWs são perdidos na destruição da nave em todos os modos de dificuldade). Além disso, ao usar a maioria das armas, os CLAWs imitarão a nave e dispararão a mesma arma (similar ao Options na série Gradius). A nova adição final é que a nave do jogador agora tem uma configuração de velocidade, que pode ser aumentada ou diminuída em quatro níveis com o pressionar de um botão.

## Enredo
Thunder Force III ocorre cerca de 100 anos após a Thunder Force e diretamente após a Thunder Force II. Apesar de seus sucessos, a Federação Galáctica não tem se saído bem em sua batalha contra o Império ORN. Os ORN instalaram dispositivos de camuflagem em cinco planetas principais em seu território espacial que ocultam sua base principal, dificultando para a Federação Galáctica, localizar e o atacar a sede deles. Além disso, Os ORN construiram um sistema de defesa remoto para se proteger, chamado Cerberus, que é especialmente eficiente na neutralização de grandes naves e frotas. Sabendo disso, a Federação Galáctica cria o FIRE LEO-03 Styx; uma nave pequena o suficiente para evitar ser detectada pelo Cerberus, ainda equipada com o poder de fogo de um grande caça. A Federação Galáctica implanta o Styx (que é controlado pelo jogador) em uma missão para destruir os cinco dispositivos de camuflagem, se infiltrar na sede do Império e destruir o imperador ORN, o bio-computador "Cha Os".

## Portes
Foi lançado em 9 de junho de 1990 no Japão. Devido ao sucesso do Thunder Force III da Technosoft para o Mega Drive, foi decidido que o jogo seria trazido para o arcade sob o nome de Thunder Force AC. Portado para a placa System C-2 da Sega, o Thunder Force AC é quase idêntico, graficamente, a versão do Mega Drive, com diferenças muito pequenas e muitas vezes imperceptíveis. O Thunder Force AC foi descrito como uma reformulação do Thunder Force III porque ele usa os inimigos e fases do jogo anterior Thunder Force II, além de adicionar algum conteúdo original. O Thunder Force AC também foi portado para o Super NES em 1991 como Thunder Spirits, pela Toshiba. A versão SNES elimina a seleção de níveis, altera vários níveis e apresenta uma trilha sonora modificada. Em 1996, o Thunder Force III foi relançado no Thunder Force Gold Pack 1 para o Sega Saturn. Thunder Force AC foi relançado no Thunder Force Gold Pack 2, também para o Sega Saturn.

## Recepção
A versão original do Mega Drive recebeu muitos elogios. Revista MegaTech elogiou o uso de paralaxe, bem como o som e jogabilidade. A Mega colocou o jogo em 17º lugar no Top Mega Drive Games of All Time. A revista britânica Mean Machines deu ao jogo uma pontuação de 86%.
A revista de jogos japonesa Famitsu deu uma pontuação de 31 de 40. A Famitsu deu a versão Thunder Spirits uma pontuação menor, dando apenas 23/40.